# Julia Trembecka
Julia Trembecka (ur. 5 marca 1990) – polska aktorka filmowa, teatralna, serialowa i dubbingowa, absolwentka Akademii Teatralnej im. Aleksandra Zelwerowicza w Warszawie (Polska). Znana z gry w serialu Na Wspólnej a także z dubbingu w grach komputerowych (postać Salmy z gry komputerowej Wiedźmin 3: Dziki Gon), filmach (Syn Boży) i serialach (Hotel 13).

## Kariera teatralna
Trembecka grała w sztukach m.in. Bergmana, Shakespeare’a, Dostojewskiego, Sofoklesa, Cecki i Słowackiego, reżyserowanych przez m.in. Cezarego Morawskiego, Maję Komorowską, Marcina Hycnara i Janusza Zaorskiego.
W 2014 r. wygrała kasting do tytułowej roli w Balladynie Juliusza Słowackiego wystawianej w Teatrze im. Wandy Siemaszkowej w Rzeszowie pokonując blisko dwieście konkurentek. Współpracuje z  Teatrem im. Stefana Żeromskiego w Kielcach.

## Filmografia
- 2022: Komisarz Alex – Anna Lipska (odc. 225)
- 2016: Na Wspólnej – Klaudia Bracka
- 2015: Przyjaciółki – menadżerka restauracji (odc. 62)
- 2014: Lekarze – Marysia, dziewczyna Szymona (odc. 53)

## Role teatralne
- 7 maja 2012 Wieczór kuglarzy Ingmara Bergmana – Agda, reżyseria: Waldemar Raźniak, teatr: Akademia Teatralna, Warszawa[5]
- 29 października 2013 Zimowa opowieść Williama Shakespeare’a – Madzia, reżyseria: Cezary Morawski, teatr: Akademia Teatralna, Warszawa[5]
- 12 lutego 2014 Szkice z Dostojewskiego Fiodora Dostojewskiego – Katia, reżyseria: Maja Komorowska, teatr: Akademia Teatralna, Warszawa[5]
- 12 lutego 2014 Szkice z Dostojewskiego Fiodora Dostojewskiego - Grusza, reżyseria: Maja Komorowska, teatr: Akademia Teatralna, Warszawa[5]
- 10 marca 2014 Tonacja blue Davida Hare – Aktorka, reżyseria: Marcin Hycnar, teatr: Akademia Teatralna, Warszawa[5]
- 4 lipca 2014 Król Edyp Sofoklesa - Ismena, reżyseria: Jakub Krofta, teatr: Teatr Dramatyczny m. st. Warszawy, Warszawa[5]
- 5 grudnia 2014 Balladyna Juliusza Słowackiego – Balladyna (gościnnie), reżyseria: Radosław Rychcik, teatr: Teatr im. Wandy Siemaszkowej, Rzeszów[5]
- 1 października 2016 Kieł Marcina Cecki, Młodsza, reżyseria: Żurowski Bartosz, teatr: Teatr im. Stefana Żeromskiego, Kielce[5]
- 27 kwietnia 2018 „Kyś” Tatjany Tołstoj, Oleńka, Pawica, reżyseria: Igor Gorzkowski; teatr: Teatr Soho w Warszawie[10]
- 10 maja 2018 „California” Małgorzaty Sikorskiej-Miszczuk, reżyseria Paul Bargetto Instytut Teatralny im. Zbigniewa Raszewskiego w Warszawie[5]
- 21 października 2019 Inny świat Gustawa Herlinga-Grudzińskiego, Marusia, reżyseria: Igor Gorzkowski, teatr: Teatr Telewizji[11]

## Role teatralne - słuchowiska radiowe
- 12 października 2013 Wracając po swoje Piotra Müldner-Nieckowskiego – Kobieta 3/ Sklepikarka, reżyseria: Janusz Zaorski, teatr: Teatr Polskiego Radia[5]
- 12 stycznia 2014 Stella Piotra Subbotki – Pani Bernhard/Anna, reżyseria: Janusz Kukuła, teatr: Teatr Polskiego Radia[5]
- 17 stycznia 2016 Powroty Katarzyny Michałkiewicz – Janina, reżyseria: Katarzyna Michałkiewicz, teatr: Teatr Polskiego Radia[5]

## Polski dubbing
- 2018 Odlotowy nielot[6]
- 2017 Lego Batman: Film[2]
- 2016 Wilk w owczej skórze - Sarabi[2]
- 2016 Królowa Śniegu 3: Ogień i lód - Szefowa piratów[2]
- 2015 Ups! Arka odpłynęła (Ooops! Noah is Gone...) - Pani Gryf[2][6]
- 2015 Wiedźmin 3: Dziki Gon (Gra komputerowa) - Salma[2][4][6]
- 2014 Gang Wiewióra[2][6]
- 2014 Syn Boży[2][6]
- 2013 Sam i Cat[2]
- 2013 Legendy Chima[2]
- 2013 Calimero – Hop[6]
- 2013 Paczki z planety X – gwary[6]
- 2013 Japanizi Gonić Gonić Gong – uczestnicy i publiczność[6]
- 2012 Hotel 13[2][6]